# Fackkunskap
Fackkunskap innebär ett specialiserat kunnande inom ett visst område på, eller nära, expertnivå.
Fackkunskap står ofta som motsats till allmänbildning som avser en bred kännedom om allmängiltiga ämnen.
Fackidiot är ett vardagligt uttryck för en person med utmärkta kunskaper på ett område men som i övrigt saknar viktiga kunskaper.